# ISO 7000
ISO 7000 ist eine ISO-Norm, welche Sinnbilder und Symbole zur allgemeinen Verwendung auf Geräten und Einrichtungen – etwa auf Maschinen, Haushaltsgeräten und in Fahrzeugen – festlegt. Die Norm wird von der internationalen Norm IEC 60417 der IEC ergänzt. Diese beiden Normen basieren auf der Normenreihe ISO/IEC 80416, deren Teile 1 bis 3 vom CEN als die Europäische Normenreihe EN 80416 übernommen wurden, und welche die Regeln für Entwurf und Gestaltung der Symbole und die Anwendung von Pfeilen festlegen. Ferner enthält ISO/IEC 80416 weitere Leitlinien zur Anwendung der Sinnbilder in der Praxis, etwa als Icons. ISO 7000, IEC 60417 und ISO/IEC 80416 gelten ausdrücklich nicht für Sicherheitszeichen, Technische Zeichnungen, Schaltpläne, technische Produktdokumentationen und Symbole im öffentlichen Raum, da für diese Anwendungsgebiete eigene Normen gelten.

## Nummernsystem und Bezeichnung
Jedes der 5247 (Stand: 2022) registrierten Symbole ist mit einer Beschreibung versehen und in ein Nummernsystem eingeordnet, welches sich über beide Normen erstreckt. Alle Symbole mit einer Nummer von 5000 oder höher sind Bestandteil von IEC 60417 und alle unter 5000 sind Bestandteil von ISO 7000. Wird ein Symbol referenziert, so wird zuerst angegeben, ob das Symbol aus ISO 7000 oder IEC 60417 stammt, gefolgt von einem Bindestrich und der Registriernummer. Beispielsweise wird so das Symbol „Leuchtmelder, Signalleuchte“, welches die Registriernummer 5115 besitzt, als „IEC 60417-5115“ bezeichnet. Von manchen Symbolen existieren mehrere Varianten, welche mit einem Buchstaben hinter der Registriernummer unterschieden werden, beispielsweise 3033A und 3033B.

## Gestaltung der Symbole

Grundmuster zum Entwerfen der Symbole

### Grundmuster
Der Gestaltung der Symbole liegt ein Grundmuster zugrunde, dessen Aufbau in IEC 80416-1 definiert ist. Das gleiche Grundmuster ist auch in den mittlerweile aufgehobenen EU-Richtlinien 78/316/EWG und 93/29/EWG beschrieben. Das Grundmuster baut auf einem Quadrat von 50 mm Seitenlänge (sog. Nennmaß) auf. Das gesamte Symboloriginal besitzt eine Seitenlänge von 75 mm und wird mit Eckmarkierungen von 6 mm Länge dargestellt.

### Allgemeine Gestaltungsregeln

#### Grundsätze für die Gestaltung
Die Gestaltung von neuen Symbolen soll sich an vier Grundsätzen orientieren:
- Einfachheit
- Unterscheidbarkeit von anderen Symbolen
- Selbsterklärbarkeit oder einfache Erlernbarkeit
- mit allgemein verbreiteten Produktions- und Reproduktionsverfahren herstellbar

#### Linienbreiten, Abstände und Winkel
Jedes Symbol besitzt eine Hauptlinienbreite von 2 mm oder 4 mm. Eine Linienbreite von 2 mm eignet sich für Symbole mit detailreichen oder komplexen Inhalten, während eine Linienbreite von 4 mm für einfachere Darstellungen mit besserer Erkennbarkeit empfohlen wird. Zur Hervorhebung von Teilen eines graphischen Symbols oder für „visuelle Klarheit“ dürfen auch beide Linienbreiten gleichzeitig verwendet werden. Ferner können auch in Ausnahmefällen andere Linienbreiten genutzt werden, um mit bereits genormten Symbolen im Einklang zu bleiben.
Zwei parallele Linien müssen einen Abstand von mindestens 3 mm besitzen. Zudem sollen Winkel, welche kleiner als 30° sind, vermieden werden.

#### Buchstaben und Zahlen
Buchstaben, Zahlen, Satzzeichen und mathematische Symbole sollen im Symboloriginal mindestens eine Höhe von 10 mm und eine „einfache typographische Form“ besitzen.

### Negation von Symbolen
Ein Symbol wird normalerweise durch ein darübergelegtes Kreuz negiert, welches aus zwei diagonalen, rechtwinklig aufeinanderstehenden Strichen besteht. Sofern es für die visuelle Klarheit erforderlich ist, darf die Negation auch aus einem diagonalen Strich bestehen. Es ist nicht zulässig, ein Symbol mit einem Ring mit diagonalem Balken zu negieren, da dieser für Sicherheitskennzeichen vorbehalten ist.

IEC 60417-5576 mit einem Kreuz zur Negation
ISO 7000-1359B mit einem einzelnen diagonalen Strich zur Negation

### Pfeile
IEC 80416-2 sieht folgende Pfeilarten zur Verwendung in graphischen Symbolen vor:
| Bild | Bezeichnung | Winkel der Pfeilspitze | Bedeutung       |
| ---- | ----------- | ---------------------- | --------------- |
|      | Typ 1       | 60°                    | Bewegung        |
|      | Typ 2       | 60°                    | Geschwindigkeit |
|      | Typ 2       | 40°                    | Geschwindigkeit |
|      | Typ 3       | 84°                    | Funktion, Kraft |
|      | Typ 4       | 90°                    | Abmessung       |

## Anwendung der Symbole

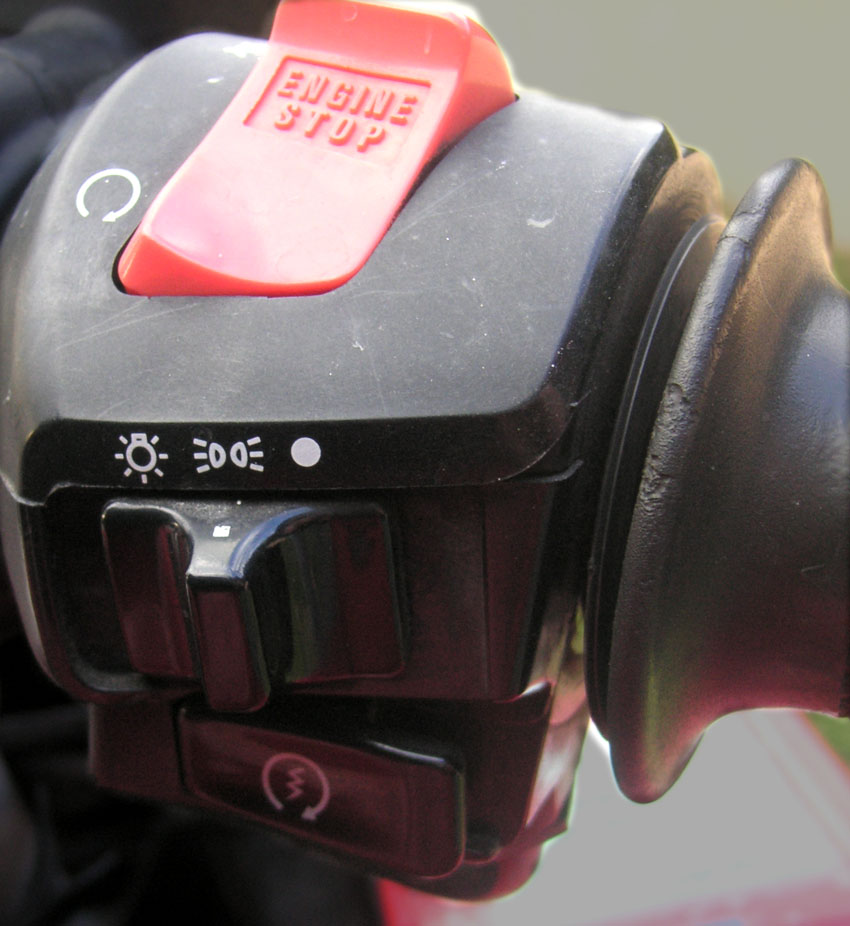
Anwendung mehrerer Symbole am Lenker eines Motorrads. Beispielsweise finden sich hier die Symbole 0456, 2425, 3033A und 5012

Für die Anwendung der Symbole in der Praxis ist es oftmals nötig, die Symboloriginale abzuändern, insbesondere um die Übereinstimmung mit dem Design der Einrichtung, auf der das Symbol angewendet wird, und die Erkennbarkeit zu gewährleisten.
IEC 80416-3 lässt im Allgemeinen (neben der reinen Änderung der Größe des Sinnbilds) folgende Abänderungen an den Symboloriginalen zu:
- Ändern der Linienbreite[29]
- Abrunden von Ecken[30]
- Ausfüllen von Flächen[31]
- Unterbrechen von sich kreuzenden Linien[32]

Bei der Anwendung von graphischen Symbolen ist zu beachten, dass sich die Bedeutung von Symbolen ändern kann, wenn sie gedreht oder gespiegelt dargestellt werden. Dies ist von Symbol zu Symbol unterschiedlich. Bei der Anwendung von Symbolen auf beweglichen Steuerelementen und Maschinenteilen empfiehlt IEC 80416-3 beispielsweise, einen Punkt in die untere rechte Ecke des Symbols zu setzen, damit auf diese Weise die ursprüngliche Ausrichtung des Symbols angezeigt wird.

IEC 60417-5006: „Minus; Negative Polarität“
IEC 60417-5007: „EIN (Einschalten oder Eingeschaltet)“ – Das Symbol ist mit einem um 90° gedrehten IEC 60417-5006 identisch.

## Unicode
Einige der Symbole aus ISO 7000 und IEC 60417 sind im Unicode-Standard enthalten, insbesondere im Unicodeblock Verschiedene Technische Zeichen.